# Гаврилов, Владимир Николаевич (художник)
Владимир Николаевич Гаври́лов (31 мая 1923, Москва — 17 июля 1970, Москва) — советский художник. Заслуженный художник РСФСР (1970).

## Биография
В годы Великой Отечественной войны служил при СВХ имени М. Б. Грекова. Окончил МГАХИ имени В. И. Сурикова (1951), где учился, в частности, у Игоря Грабаря. С 1968 году преподавал там же.
Сразу по окончании института начал с успехом принимать участие в московских и всесоюзных выставках. Выступал и как пейзажист, и как мастер жанровой живописи в русле социалистического реализма. Среди центральных работ — «На рассвете (Молодые изыскатели)» (1952), «Свежий день» (1958; Государственная Третьяковская галерея), «За родную землю» (1960; Государственная Третьяковская галерея), «Радостный март» (1961; Государственный Русский музей). С 1968 года преподавал в МГАХИ имени В. И. Сурикова.
Умер 4 декабря 1970 года. Похоронен в Москве на Ваганьковском кладбище.
Дети: сыновья — Игорь Гаврилов, художник; Андрей Гаврилов, пианист.

## Награды и премии
- Заслуженный художник РСФСР (1970).
- Государственная премия РСФСР имени И. Е. Репина (1971 — посмертно) — за картины «Дмитрий Фёдорович с приёмным сыном», «За родную землю», «Радостный март».